# アレクサンデル・ヴォルシュチャン

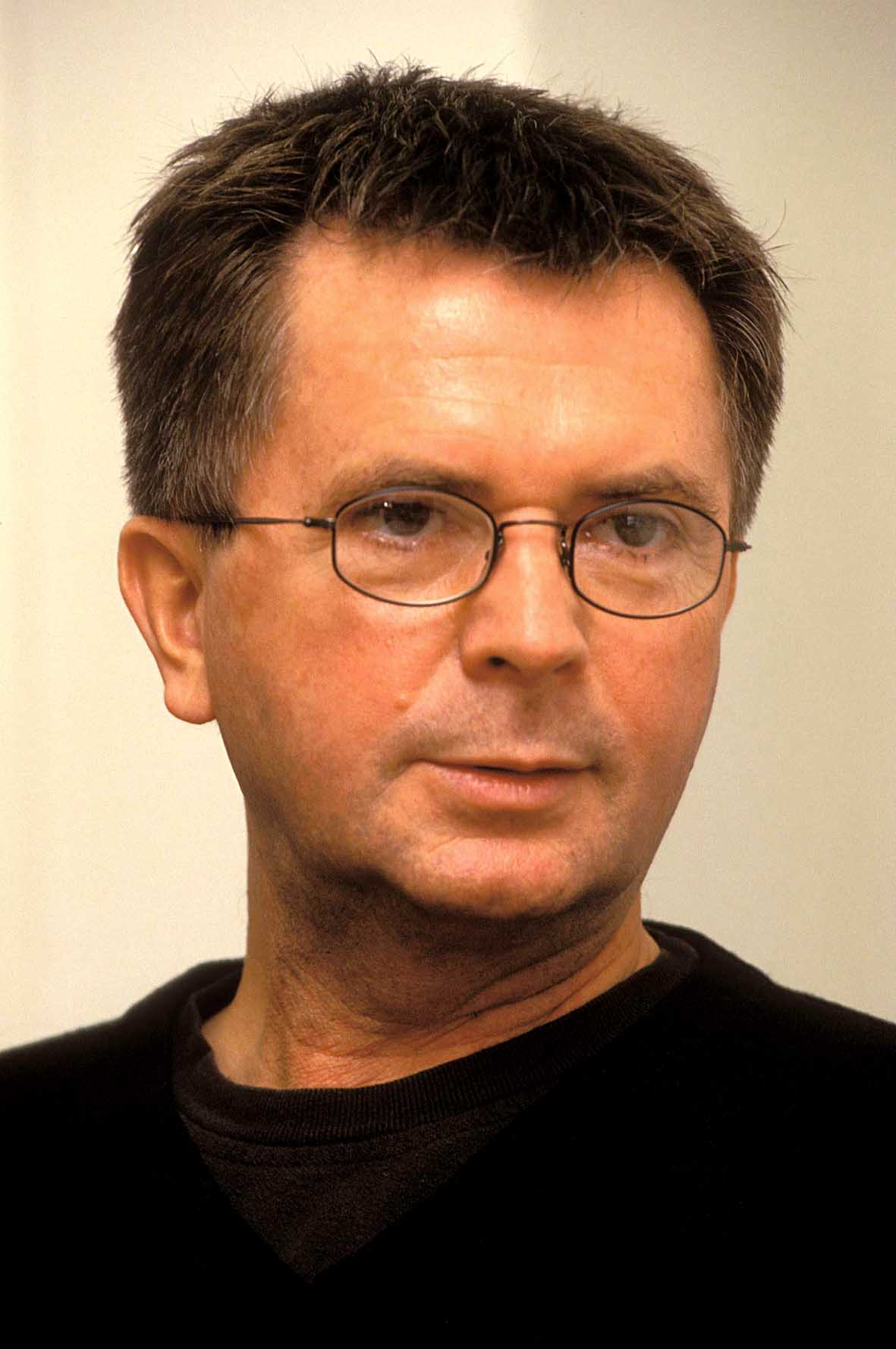
アレクサンデル・ヴォルシュチャン(2007)

アレクサンデル・ヴォルシュチャン（ポーランド語: Aleksander Wolszczan, 1946年4月29日 - ）はポーランド出身のアメリカ合衆国の天文学者である。最初の太陽系外惑星の発見者の一人とされる。

## 来歴
ポーランド・西ポモージェ県シチェチネクに生まれ、ポーランドのトルンにあるニコラウス・コペルニクス大学で学んだ後、1982年にアメリカに渡り、コーネル大学、プリンストン大学で研究した後ペンシルベニア州立大学の天文学教授となり、1994年から2008年まではニコラス・コペルニクス大学の教授を務めた。またポーランド科学アカデミーの会員でもある。

## 業績
1990年にデール・フレール（w:Dale Frail）とのアレシボ天文台での観測結果から、ミリ秒パルサーPSR B1257+12を発見した。さらに1992年には、このパルサーが軌道長半径0.36auと0.48auの2つの惑星を持つことを発表、1994年には軌道長半径0.19auの惑星の存在を発表した。これらの惑星の発見は発表当初は専門家から疑問視されたものの、2013年現在では最初の太陽系外惑星の発見と認められている。
1996年、アメリカ天文学学会からベアトリス・ティンズリー賞を受賞した。また2002年にはポーランドの郵便切手に肖像が描かれた。
2008年にはポーランドの「Gazeta Prawna（法律新聞）」が、1973年から1988年にかけて、ヴォルシュチャンが「ロンギ」というコード名を持つポーランド内務省保安部の協力者であったことを公開した。彼もそれを認め、ニコラウス・コペルニクス大学の教授を辞職した。

## 参照
- A. Wolszczan, D. A. Frail: A planetary system around the millisecond pulsar PSR 1257+12. In: Nature. Band 355, Nr. 6356, 9. Januar 1992, S. 145–147.
- A. Wolszczan: Confirmation of Earth-mass planets orbiting the millisecond pulsar PSR B1257+12. In: Science. Band 264, Nr. 5158, 22. April 1994, S. 538–542.
- M. Konacki, A. Wolszczan: Masses and Orbital Inclinations of Planets in the PSR B1257+12 System. In: Astrophysical Journal. Volume 591, Issue 2, 2003, S. L147–L150. Bibcode: 2003ApJ...591L.147K